# Écly
Écly ist eine französische Gemeinde mit 169 Einwohnern (Stand: 1. Januar 2022) im Département Ardennes in der Region Grand Est (bis 2015 Champagne-Ardenne). Sie gehört zum Arrondissement Rethel, zum Kanton Château-Porcien sowie zum Gemeindeverband Pays Rethélois.

## Geographie
Umgeben wird Écly von den Nachbargemeinden Hauteville im Norden, Inaumont im Osten, Arnicourt im Südosten, Barby im Süden, Château-Porcien im Südwesten sowie Son im Nordwesten.

## Bevölkerungsentwicklung

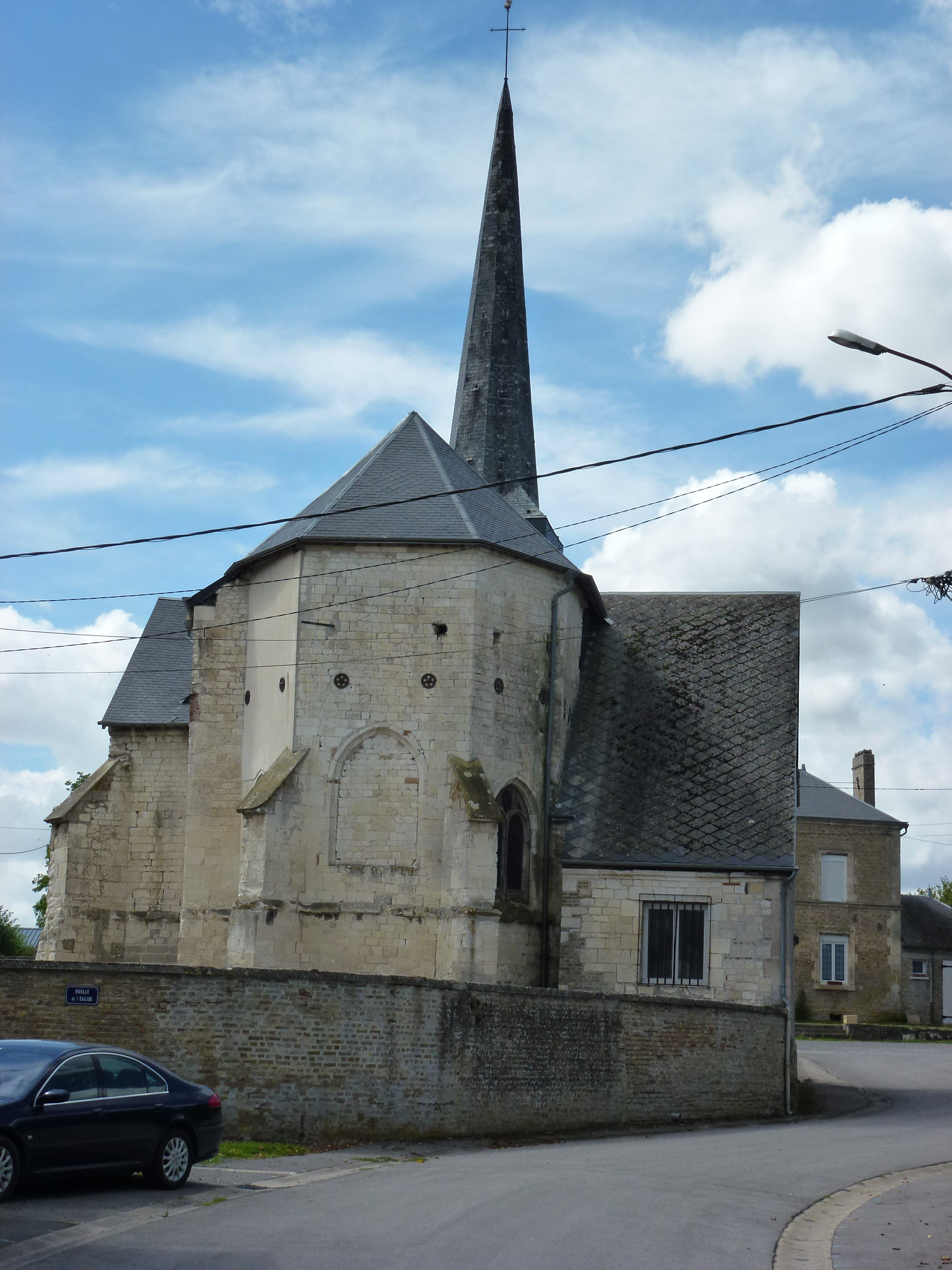
Kirche

| Jahr                      | 1962 | 1968 | 1975 | 1982 | 1990 | 1999 | 2006 | 2011 | 2016 |
| Einwohner                 | 279  | 279  | 251  | 212  | 191  | 177  | 179  | 202  | 179  |
| Quelle: Cassini und INSEE |      |      |      |      |      |      |      |      |      |

## Sehenswürdigkeiten
Der Chor und der Südarm des Querhauses der Kirche in Écly wurden im 15. Jahrhundert erbaut. Das Kirchenschiff oder zumindest seine Südwand geht ebenfalls auf diese Zeit zurück. Die Fassade wurde im 18. Jahrhundert und die Nordwand in der zweiten Hälfte des 19. Jahrhunderts umgebaut. Der nördliche Arm des Querschiffs und ein großer Teil der Sakristei wurden Ende des 19. Jahrhunderts errichtet.